# Gnathostrangalia tienmushana
Gnathostrangalia tienmushana är en skalbaggsart som först beskrevs av J. Linsley Gressitt 1939.  Gnathostrangalia tienmushana ingår i släktet Gnathostrangalia och familjen långhorningar. Inga underarter finns listade i Catalogue of Life.